# Нандус малайський
Мала́йський на́ндус (Nandus nebulosus) — прісноводний вид риб, один із семи представників роду нандус (Nandus).
Поширений в Південно-Східній Азії: Таїланд, Камбоджа, Малайзія, Сінгапур, Бруней, Індонезія (острови Суматра, Калімантан, Ріау). Мешкає в неглибоких лісових водоймах з повільною течією, часто заболочених.

## Зовнішність і спосіб життя
Малайський нандус — справжній майстер маскування. Своєю зовнішністю і поведінкою він разюче нагадує опалий листок, що дрейфує за течією. Має камуфляжне забарвлення коричневих тонів. Фон світло-коричневий, поверх якого тіло і плавці розмальовані темно-коричневими плямами і смужками неправильної форми. Три темні, майже чорні, короткі смуги приховують очі риб; вони виходять від ока в різних напрямках: одна йде до рила, інша — до горла, третя — в напрямку спинного плавця.
Риби тримаються поодинці. Стоячи майже нерухомо з трохи опущеною вниз головою, ці дрібні хижаки абсолютно зливаються з мертвою рослинністю і чатують так на свою здобич. Потенційною жертвою може стати доволі швидка рибка, яка зазвичай стрімко втікає від небезпеки. Але тут, нічого не підозрюючи, вона опиняється досить близько від хижака, і той з неймовірною швидкістю атакує її. Щелепи нандуса миттєво розширяються й висуваються вперед, такою «трубкою» він буквально всмоктує здобич; все закінчується за долі секунди. Малайські нандуси здатні з'їсти рибу, що становить близько двох третин їх власного розміру. Харчуються вони дрібною рибою й ракоподібними.
Тіло овальної форми з вигнутою спиною. Максимальна довжина становить 12 см. Спинний плавець має 15-16 твердих і 10-12 м'яких променів, грудні 2 твердих і 13-14 м'яких, черевні 1 твердий і 5 м'яких, анальний 3 твердих і 6-8 м'яких, хвостовий 14 м'яких.
Статеві відмінності невиразні. Самки мають коротші, ніж у самців, плавці, особливо спинний і анальний.

## Утримання в акваріумі
Іноді малайських нандусів тримають в акваріумах. Це складна і вибаглива в утриманні риба. Зі своїм невиразним забарвленням і відлюдницьким характером вона звертає на себе увагу далеко не кожного. Вид підходить для тих, хто шукає щось особливе.
Для утримання малайських нандусів потрібні просторі акваріуми. Помешкання має бути густо засаджене рослинами, додатково його декорують корчами, камінням, шкаралупами кокосового горіха, забезпечуючи таким чином необхідні рибам схованки. Для спільного акваріума не підходять. Будь-який сусід, менший за малайського нандуса за розмірами, розглядатиметься ним як потенційна здобич.
Параметри води рекомендуються такі: pH 6,9-8,0; твердість 8-15°; температура 23-27°С.
Беруть виключно живий корм, сухі та морожені корми для цього виду не підходять. Їм пропонують дрібних риб, личинок комах, ракоподібних, черв'яків. З огляду на ненаситний апетит малайського нандуса, його годівля може бути пов'язана зі значними фінансовими витратами.